# Persephonaster tenuis
Persephonaster tenuis är en sjöstjärneart som beskrevs av Fisher 1913. Persephonaster tenuis ingår i släktet Persephonaster och familjen kamsjöstjärnor. Inga underarter finns listade i Catalogue of Life.